# American Affordable Aircraft
Pour les articles homonymes, voir AAA.
American Affordable Aircraft (AAA) est une société implantée à Port Orange, Floride, qui commercialise les plans d’un avion destiné à la construction amateur, le AAA Vision. Fin 2006 la documentation complète (400 pages) était vendue 427,00 U$, y compris le supplément pour la voilure type EX, et 50,00 U$ supplémentaires en cas de version à train tricycle.  

## Avions civils
AAA Vision